# Кампопијано (Пистоја)
Кампопијано је насеље у Италији у округу Пистоја, региону Тоскана.
Према процени из 2011. у насељу је живело 32 становника. Насеље се налази на надморској висини од 365 м.